# Murple
Murple è stato un gruppo di rock progressivo nato nel 1973 a Roma.

## Storia del gruppo
L'attività dei componenti del gruppo dei Murple inizia a Roma come musicisti nei locali pop dell'epoca. Nel 1973 costituiscono la band con Pino Santamaria alla chitarra, Piercarlo Zanco alle tastiere, Mario Garbarino al basso e Duilio Sorrenti alla batteria.
Con la produzione di Roberto Marsala, registrano il loro primo album Io sono Murple per l'etichetta Basf, che era appena nata in Italia e lo pubblica nel 1974. Il disco è formato da una suite che descrive il viaggio del pinguino Murple dal Polo ad uno zoo. Forse anche a causa del ritardo nella pubblicazione, legato alla velocità con cui cambiavano i gusti musicali del tempo, il disco alla sua uscita viene abbastanza criticato, portandolo ad una distribuzione estremamente limitata, nonostante la buona considerazione che invece viene attribuita ancora oggi al lavoro .
La formazione del gruppo cambia, con Roberto Puleo che sostituisce Mario Garbarino al basso. I Murple partecipano al Festival Pop di Villa Pamphili a Roma del 1974  e lavorano alla preparazione di un secondo album, che, però, non viene pubblicato. I Murple si esibiscono anche come gruppo di accompagnamento sia di Mal che di Gianfranca Montedoro, per la quale si esibiscono sia dal vivo che nella registrazione dell'album Donna circo del 1975, ma successivamente si sciolgono.
Nel 2007 il gruppo si ricostituisce con Garbarino, Sorrenti e Zanco, e nel 2008 pubblica un nuovo album, Quadri di un'esposizione.

## Formazione
- Pino Santamaria: chitarra, voce (1973-1975)
- Piercarlo Zanco: tastiere, voce
- Mario Garbarino: basso, percussioni (1973-1974, 2007-oggi)
- Duilio Sorrenti: batteria, percussioni
- Roberto Puleo: basso (1975)
- Mauro Arnò: chitarra (dal 2013)
- Claudia D'Ottavi: voce

## Discografia
- 1974: Io sono Murple (BASF Fare, 21-23317 X)
- 2008: Quadri di un'esposizione (AMS/BTF)
- 2014: Il viaggio (AMS/BTF)